# Осоїд
Осоїд (Pernis)  — рід хижих птахів родини яструбових.
Птахи середньої величини: довжина тіла 50-60 см, довжина крила 35-45 см, маса 0,5-1,2 кг. Самки дещо більші за самців. Оперення щільне, особливо на голові навколо дзьоба (захист від жалких комах). Гніздяться у помірному і теплому кліматі Старого світу. Гніздяться на деревах. До розмноження приступають пізно. Кладка включає 2-4 яйця. Спеціалізовані хижаки, добре пристосовані до здобування майже виключно личинок суспільних перетинчастокрилих — ос (від чого і походить їхня назва) та джмелів. Два види, осоїд і чубатий осоїд є перелітними.
Рід включає три види:
- Осоїд (P. apivorus)
- Осоїд чубатий (P. ptilorhynchus)
- Осоїд целебеський (P. celebensis)